# Elleben

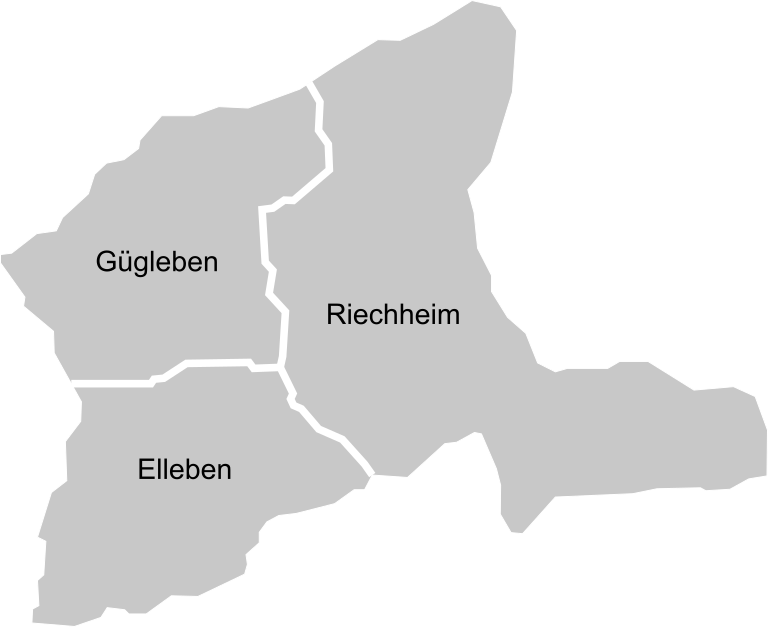
Ortsteile Elleben

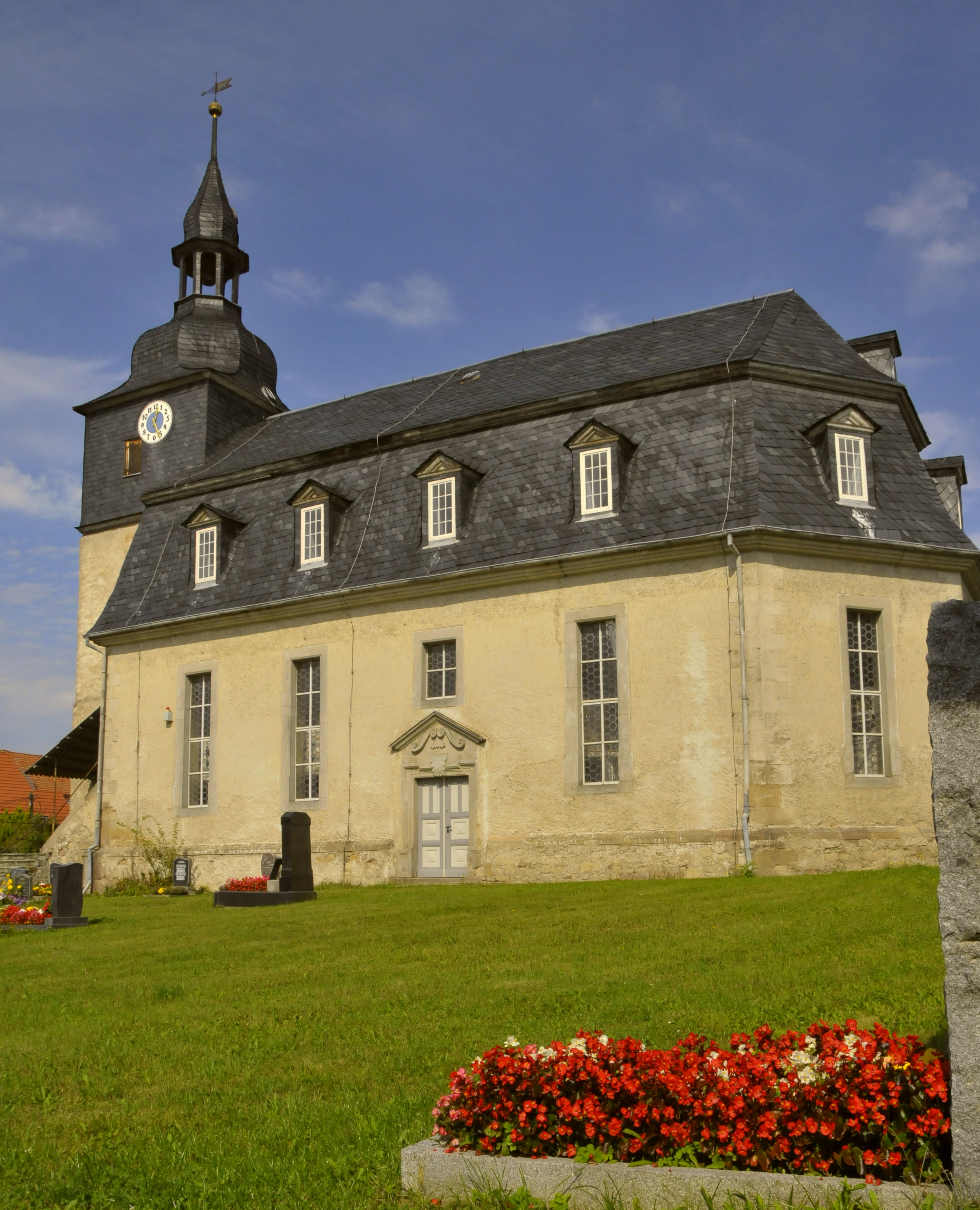
Dorfkirche

Die Gemeinde Elleben befindet sich im Ilm-Kreis, etwa 15 Kilometer südlich von Erfurt und zehn Kilometer östlich von Arnstadt. Zur Gemeinde gehören die Ortsteile Riechheim und Gügleben. Im Gebiet des Ortsteils Riechheim liegt der Riechheimer Berg (513 m ü. NN), der Namensgeber der Verwaltungsgemeinschaft Riechheimer Berg ist. Elleben gehört dieser Verwaltungsgemeinschaft mit Sitz in Osthausen-Wülfershausen an.

## Geografie

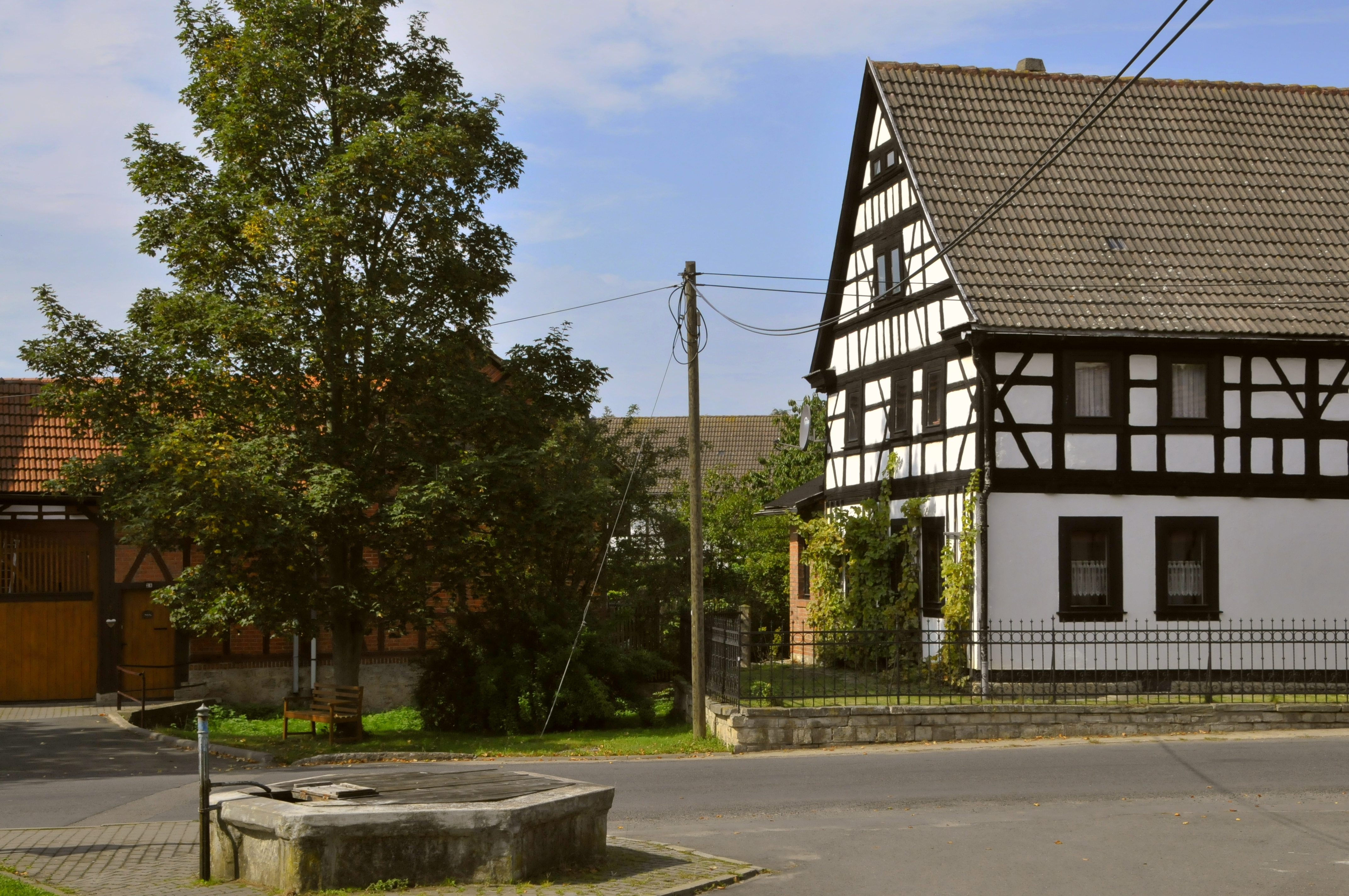
Am Brunnen bei der Kirche

Die Gemeinde Elleben liegt im südlichen Teil des Thüringer Beckens am Westhang des Riechheimer Berges, der den Übergang zum Landschaftsschutzgebiet Mittleres Ilmtal. Das Gebiet ist landwirtschaftlich geprägt.

### Nachbargemeinden
Im Uhrzeigersinn, beginnend im Norden: Amt Wachsenburg, Klettbach, Hohenfelden, Osthausen-Wülfershausen, Alkersleben, Elxleben

### Ortsteile
- Elleben (223 Einwohner)
- Gügleben (118 Einwohner)
- Riechheim (593 Einwohner)

## Geschichte
Elleben wurde am 24. Oktober 1259 erstmals urkundlich genannt. Bis 1918 gehörte der Ort zur Oberherrschaft des Fürstentums Schwarzburg-Sondershausen.

### Einwohnerentwicklung
Entwicklung der Einwohnerzahl (jeweils am 31. Dezember des angegebenen Jahres):
| - 1843 - 309 - 1910 - 575 - 1939 - 383 - 1989 - 352 | - 1994 - 508 - 1995 - 596 - 1996 - 715 - 1997 - 791 - 1998 - 827 - 1999 - 876 | - 2000 - 892 - 2001 - 917 - 2002 - 937 - 2003 - 943 - 2004 - 972 - 2005 - 967 - 2006 - 958 | - 2007 - 958 - 2008 - 937 - 2009 - 920 - 2010 - 906 - 2011 - 898 - 2012 - 885 - 2013 - 881 | - 2014 - 865 - 2015 - 857 - 2016 - 863 - 2017 - 870 - 2018 - 879 - 2019 - 874 - 2020 - 877 | - 2021 – 891 - 2022 – 888 |

Mit einem Bevölkerungszuwachs von fast 100 % zwischen 1994 und 2004 war Elleben in diesem Zeitraum die schnellstwachsende Gemeinde des Ilm-Kreises. Der Anstieg der Einwohnerzahl schlägt sich ausschließlich im Ortsteil Riechheim nieder. Dort wurde ein neues Wohngebiet erschlossen, welches viele Menschen aus der etwa 15 km entfernten Stadt Erfurt anzog. In Riechheim stieg die Einwohnerzahl von etwa 150 auf etwa 600, sodass der Ort nun sowohl größter Ortsteil der Gemeinde als auch der Verwaltungsgemeinschaft Riechheimer Berg ist.

## Politik

### Gemeinderat
Der Rat der Gemeinde Elleben besteht seit der Kommunalwahl am 26. Mai 2019 aus 8 Ratsfrauen und Ratsherren, die alle der Freien Wählergemeinschaft Riechheim-Elleben-Gügleben angehören. Die ebenfalls angetretene SPD konnte keinen Sitz besetzen.

### Bürgermeisterin
Die ehrenamtliche Bürgermeisterin ist seit 2020 Corinne Krah, zuvor war seit 2004 Rudolf Neubig (beide Freie Wählergemeinschaft Riechheim-Elleben-Gügleben) im Amt.

## Kultur und Sehenswürdigkeiten
In Elleben ist besonders die barocke Dorfkirche Elleben aus dem Jahr 1729 sehenswert. Ein Flügelaltar von Valentin Lendenstreich von 1498 und zwölf Apostelfiguren schmücken dieses Gotteshaus. Die erste Innensanierung ist aus dem Jahre 1884 überliefert. Das Mondglasfenster aus dem Jahre 1436, ein kreisförmig verziertes Kirchenfenster, ist heute noch die Attraktion.
Der noch bestehende Männerchor wurde 1746 gegründet und ging aus der Initiative der evangelischen Kantorei hervor.
Die evangelisch-lutherische Kirchgemeinde gehört zum Kirchspiel Elxleben.

## Wirtschaft und Infrastruktur

### Verkehr
Elleben hat keinen Bahnanschluss und auf dem Gebiet der Gemeinde gibt es auch keine Bundesstraße. Die nächstgelegenen Autobahnanschlussstellen sind Erfurt West und Erfurt Ost der Autobahn A4 bzw. Arnstadt Süd der A71. Die nächstgelegenen Bahnhöfe befinden sich in Erfurt, Arnstadt und Kranichfeld.

### Wasser und Abwasser
Die Aufgaben der Wasserversorgung und Abwasserbeseitigung wurden auf den Wasser-/Abwasserzweckverband Arnstadt und Umgebung übertragen.

## Persönlichkeiten
- Friedemann Bechmann (1628–1703), lutherischer Theologe, wurde in Elleben geboren
- Ludwig August Emmerling (1765–1841), Bergmann und Mineraloge, wurde in Elleben geboren[9]